# کاسومیگاسکی

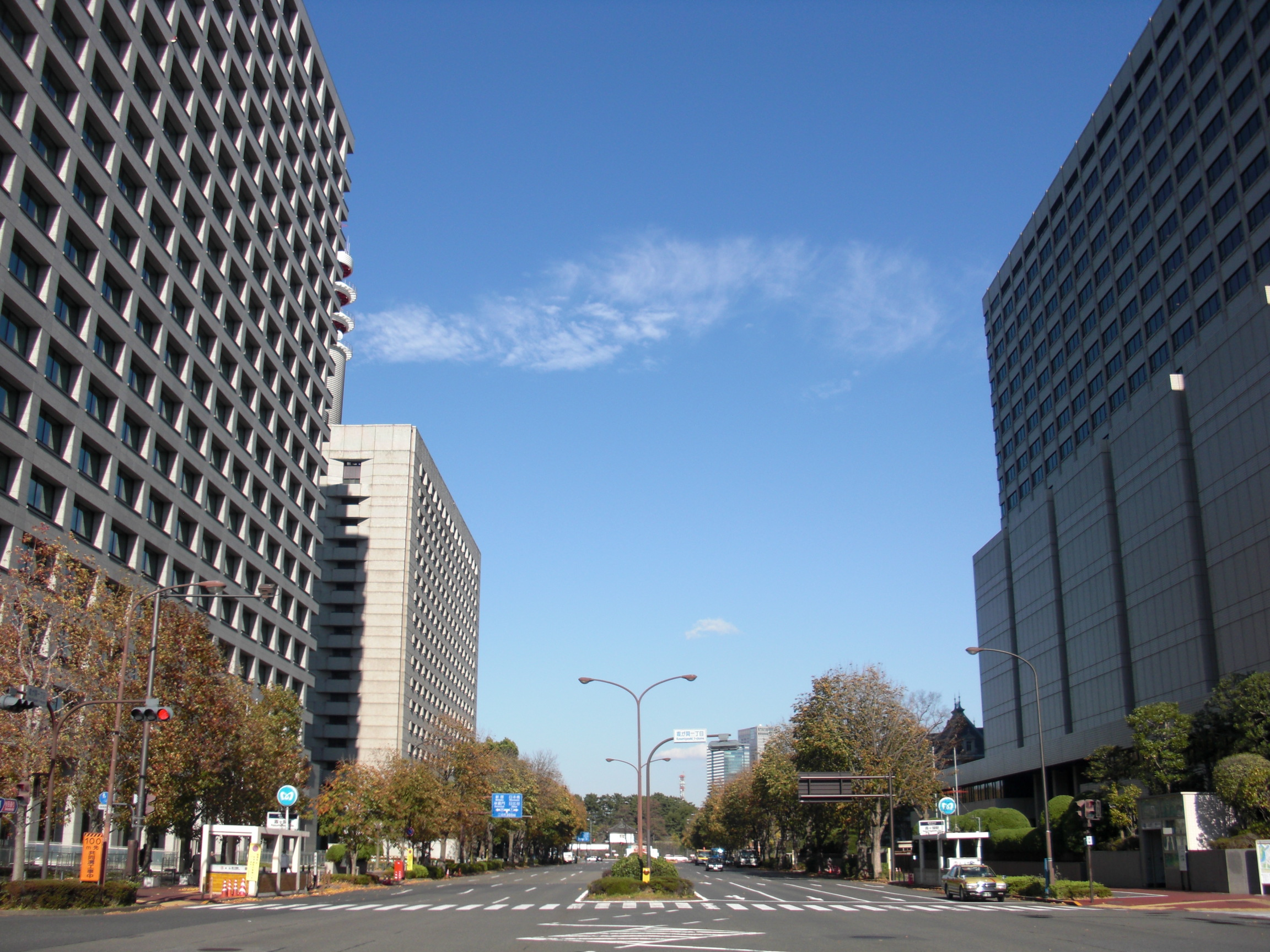
کاسومیگاسکی.

کاسومیگاسکی (به ژاپنی: (霞が関, Kasumigaseki) یکی از محله‌های توکیو پایتخت ژاپن است که در منطقهٔ چیودا واقع شده‌است. این محله به ۳ محلهٔ کوچکتر تقسیم می‌شود. بسیاری از اداره‌ها و دفاتر کابینه ژاپن در این محل قرار دارند.

## ایستگاه راه آهن
- متروی توکیو، خط هیبیا، ایستگاه کاسومیگاسکی
- متروی توکیو، خط مارونواوچی
- متروی توکیو، خط چیودا